# The Unlucky Thief
The Unlucky Thief  è un cortometraggio muto del 1908 diretto da Lewin Fitzhamon.

## Trama
Un ladro si nasconde dentro un bidone della spazzatura che poi viene buttato nel fiume.

## Produzione
Il film fu prodotto dalla Hepworth.

## Distribuzione
Distribuito dalla Hepworth, il film - un cortometraggio di 83,8 metri - uscì nelle sale cinematografiche britanniche nel settembre 1908.
Si conoscono pochi dati del film che, prodotto dalla Hepworth, fu distrutto nel 1924 dallo stesso produttore, Cecil M. Hepworth. Fallito, in gravissime difficoltà finanziarie, il produttore pensò in questo modo di poter almeno recuperare il nitrato d'argento della pellicola.